# 후승렬
후승렬(後丞烈)은 전한의 관직으로, 수도 주변 지역을 관할하는 특수한 지방 장관이다.

## 개요
평제 때인 원시 4년(4년), 수도를 나누어 전휘광과 함께 신설되었다. 속현은 기록이 없어 알 수 없다.

## 출전
- 반고, 《한서》 권12 평제기